# 监军街道
监军街道，是中华人民共和国陕西省咸陽市永寿县下辖的一个街道办事处。
2015年，陕西省民政厅批复同意撤销监军镇，设立监军街道办事处。

## 行政区划
监军街道下辖以下地区：
建设路社区、新永路社区、药厂路社区、永安村、古屯村、封候村、白坊村、东寨村、西寨村、等驾坡村、起驾坡村、民丰村、美井村、双星村、朱介村、新勤村、城关村、南关村、西一村、西二村、西三村、永寿村、蒿店村、干堡村、冯家庄村、冯南村、固县村、沟泉头村、田丰村和乔家宫村。